# Sentier de grande randonnée 736
Le GR736 (sentier de grande randonnée 736), aussi appelé "Sentier de la vallée et des Gorges du Tarn" fait 300 km et relie le Mas de la Barque (Lozère) à Albi, préfecture du Tarn.

## Informations
Ce sentier de grande randonnée français relie le Mas de la Barque, station des Cévennes au pied du Mont Lozère, à Albi, dans le Tarn. Il mesure environ 300 km pour un dénivelé positif d'environ 9 730 mètres. L'altitude minimale est de 369 mètres. L'altitude maximale est de 1 420 mètres au Mas de la Barque, point de départ de ce sentier.
Ce sentier a été homologué en février 2021 par la Fédération française de randonnée pédestre. Le balisage devrait être terminé avant l'été 2022,.

## Activités
Ce sentier est un sentier "multi-activités". Il peut être emprunté à pied, en VTT, avec un âne. Certaines portions sont aussi accessibles en canoë.

## Communes et lieux traversés

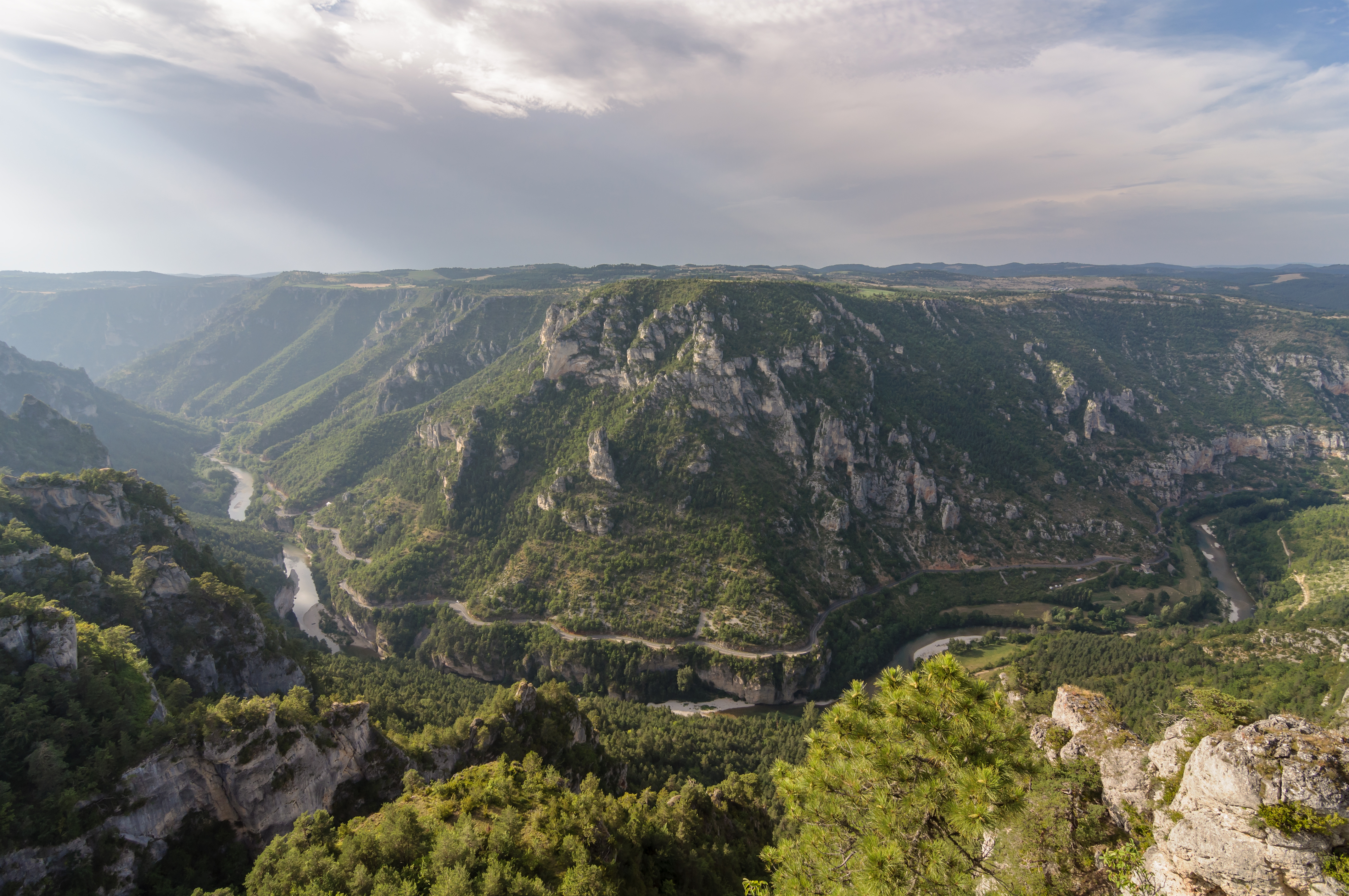
Les Gorges du Tarn

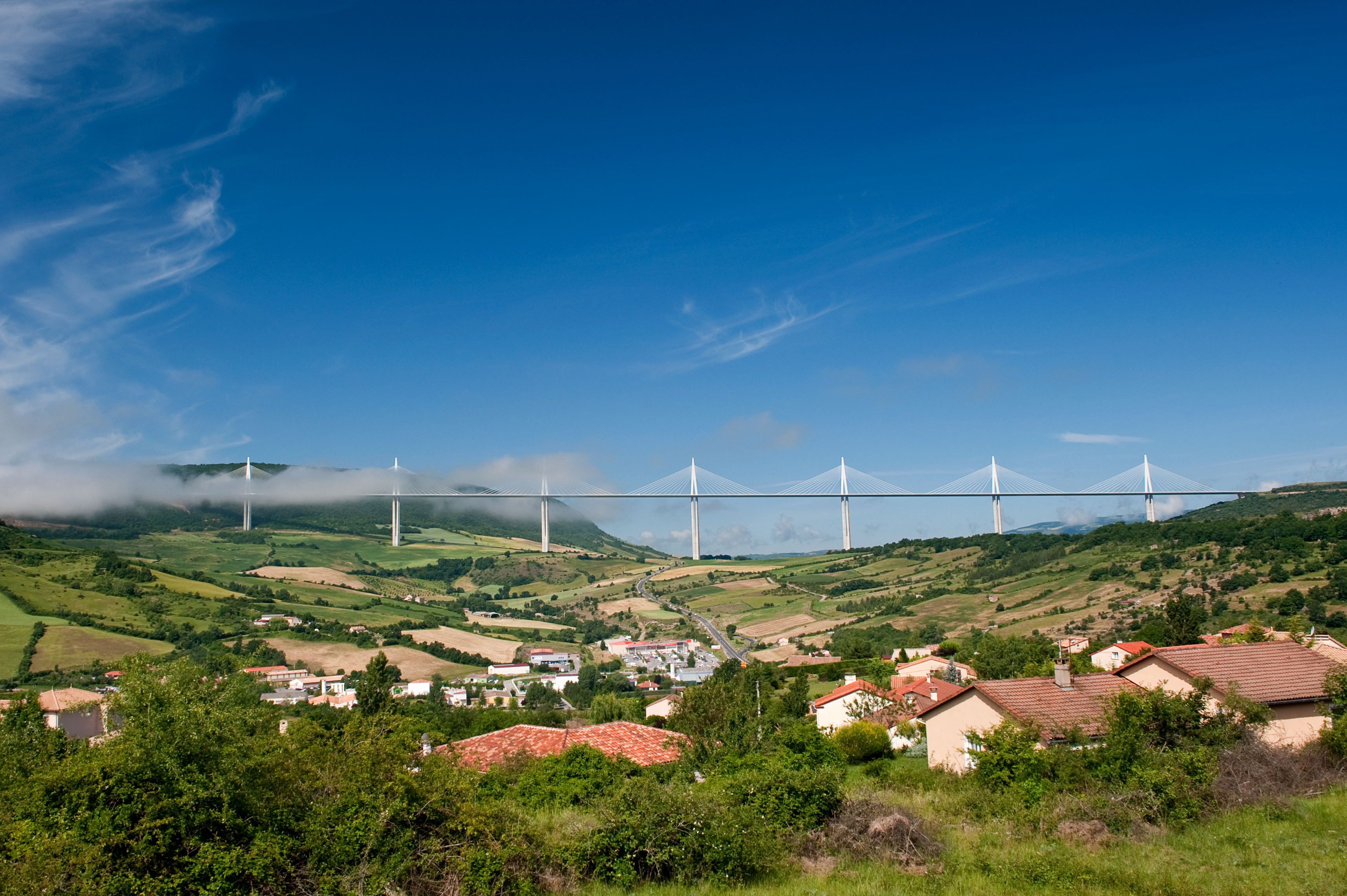
Le viaduc de Millau

Les communes traversées par ce sentier sont : Albi, Brousse-le-Château, Peyre, Millau, Les Vignes, Florac, Le Pont-de-Montvert, Le Mas de la Barque.
Ce sentier traverse trois départements : 126 km sont tracés en Aveyron, 109 km sont tracés en Lozère et 60 km sont tracés dans le Tarn.

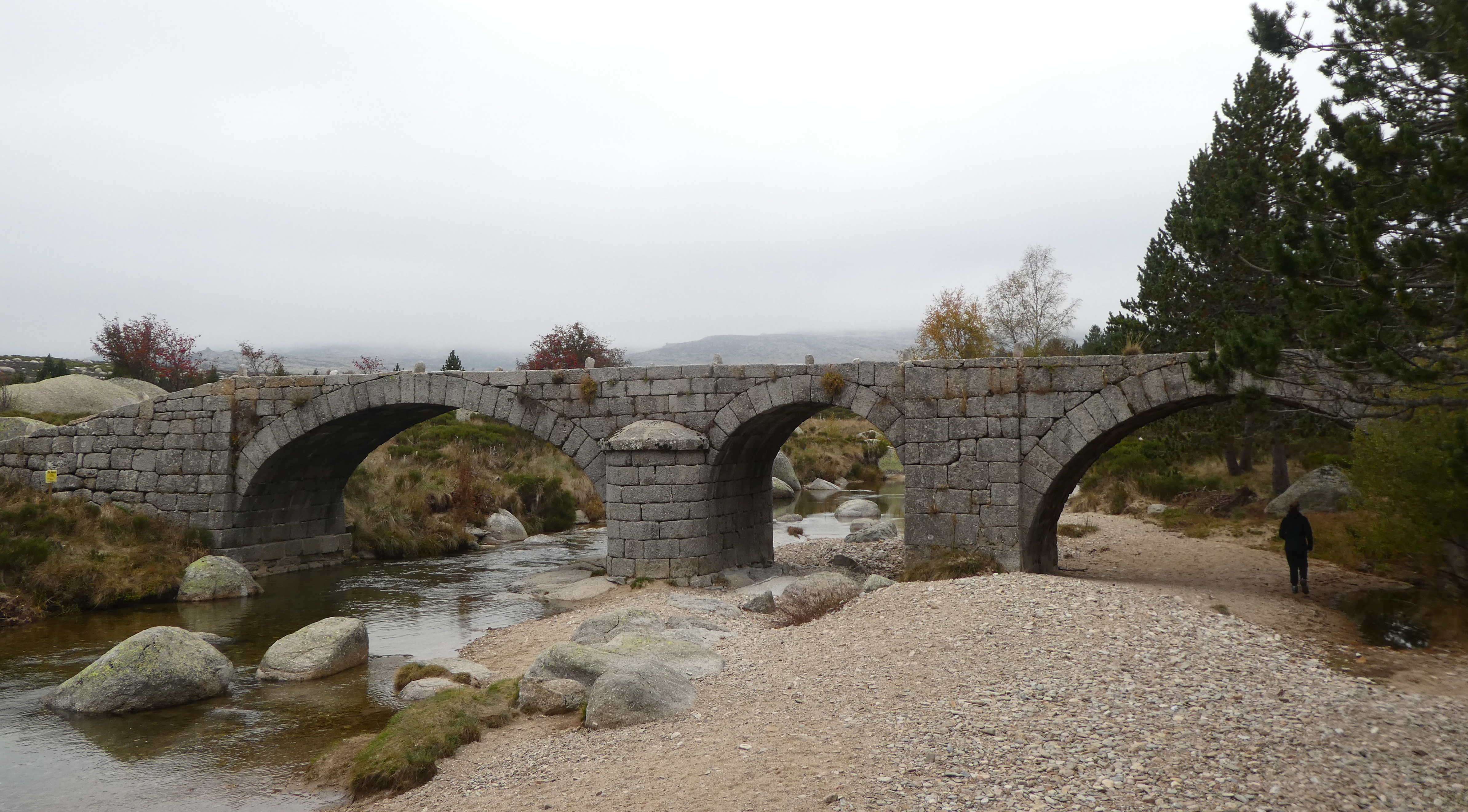
Pont du Tarn

Deux parcs naturels sont traversés par ce sentier : le parc national des Cévennes et le parc naturel régional des Grandes Causses.
De nombreux lieux marquants sont traversés par ce sentier comme le pont du Tarn, les sources du Tarn, les gorges du Tarn, le viaduc de Millau, les gorges des Raspes, l'aven Armand, la grotte de Dargilan, la cité de pierres de Montpellier-le-Vieux, le méandre d'Ambialet, la vallée du Tarn.